# Wapen van Hoofdplaat

Wapen van Hoofdplaat

Het wapen van Hoofdplaat werd op 15 december 1819 verleend door de Hoge Raad van Adel aan de Zeeuwse gemeente Hoofdplaat. Per 1 april 1970 ging Hoofdplaat op in de gemeente Oostburg en is sinds 2003 onderdeel van gemeente Sluis. Het wapen van Hoofdplaat is daardoor definitief komen te vervallen als gemeentewapen.

## Blazoenering
De blazoenering van het wapen luidde als volgt:
Dwars door midden gedeeld, waarvan het bovenste in de lengte doorsneden, het eerste zijnde Zeeland, het tweede rood, beladen met een klimmenden gouden leeuw, houdende in deszelfs regter voorpoot een opgeheven zwaard en in de linker voorpoot een bundel pijlen, alles van zilver; het onderste van zilver beladen met een op een woedende zee zinkend schip, alles in zijne natuurlijke kleuren.
De heraldische kleuren zijn goud (goud of geel), keel (rood), azuur (blauw), zilver (wit) en natuurlijke kleuren.

## Verklaring
De wapens in het bovenste deel zijn de wapens van Zeeland en van Staten Generaal van de Nederlanden. In het onderste deel staat het zinkend schip symbool het voortdurend grondverlies door overstromingen in het gebied, tot de Hoofdplaatpolder in 1778 drooggelegd werd. De aanwezigheid van Zeeland en Staten Generaal kan verklaard worden met een verdrag uit 1775 (Conventie en Schickinghe), waarin overeengekomen werd dat 60% van de polder bestuurd werd door Zeeland en 40% door de Staten Generaal.

## Verwante wapens

Wapen van provincie Zeeland
Wapen van Staten-Generaal van de Nederlanden

Aagtekerke
· Aardenburg
· Arnemuiden
· Axel
· Baarland
· Bath
· Biervliet
· Biggekerke
· Bloois
· Bommenede
· Borssele
· Boschkapelle
· Botland
· Breskens
· Brigdamme
· Brijdorpe
· Brouwershaven
· Bruinisse
· Burgh
· Buttinge
· Cadzand
· Clinge
· Colijnsplaat
· Domburg
· Dreischor
· Driewegen
· Duiveland
· Duivendijke
· Elkerzee
· Ellemeet
· Ellewoutsdijk
· Eversdijk
· Gapinge
· Graauw en Langendam
· 's-Gravenpolder
· Grijpskerke
· Groede
· Haamstede
· 's-Heer Abtskerke
· 's-Heer Arendskerke
· 's-Heer Hendrikskinderen
· 's-Heerenhoek
· Heille
· Heinkenszand
· Hengstdijk
· Hoedekenskerke
· Hoek
· Hontenisse
· Hoofdplaat
· Hoogelande
· IJzendijke
· Kapelle
· Kats
· Kattendijke
· Kerkwerve
· Klaaskinderkerke
· Kleverskerke
· Kloetinge
· Koewacht
· Kortgene
· Koudekerke
· Krabbendijke
· Kruiningen
· Looperskapelle
· Maire
· Mariekerke
· Meliskerke
· Middenschouwen
· Nieuw- en Sint Joosland
· Nieuwerkerk
· Nieuwerkerke
· Nieuwlande
· Nieuwvliet
· Nisse
· Noordgouwe
· Noordwelle
· Oostburg
· Oosterland
· Oostkapelle
· Oost-Souburg
· Oost- en West-Souburg
· Ossenisse
· Oud-Vossemeer
· Oudelande
· Ouwerkerk
· Overslag
· Ovezande
· Philippine
· Poortvliet
· Renesse
· Rengerskerke en Zuidland
· Retranchement
· Rilland
· Rilland-Bath
· Ritthem
· Sas van Gent
· Scherpenisse
· Schoondijke
· Schore
· Serooskerke (Schouwen-Duiveland)
· Serooskerke (Veere)
· Sinoutskerke en Baarsdorp
· Sint Anna ter Muiden
· Sint-Annaland
· Sint Jansteen
· Sint Kruis
· Sint Laurens
· Sint-Maartensdijk
· Sint Philipsland
· Sirjansland
· Sluis
· Sluis-Aardenburg
· Stavenisse
· Stoppeldijk
· Valkenisse (Walcheren)
· Valkenisse (Zuid-Beveland)
· Vogelwaarde
· Vrouwenpolder
· Waarde
· Waterlandkerkje
· Wemeldinge
· West-Souburg
· Westdorpe
· Westenschouwen
· Westerschouwen
· Westkapelle
· Westkapelle-Buiten en Sirpoppekerke
· Westkerke
· Wissekerke
· Wissenkerke
· Wolphaartsdijk
· Yerseke
· Zaamslag
· Zierikzee
· Zonnemaire
· Zoutelande
· Zuiddorpe
· Zuidzande
· Zwake

Dorpswapens: Geersdijk
· Hansweert
· Kamperland